# Bellikon
Bellikon é uma comuna da Suíça, no Cantão Argóvia, com cerca de 1.455 habitantes. Estende-se por uma área de 4,94 km², de densidade populacional de 295 hab/km². Confina com as seguintes comunas: Bergdietikon, Eggenwil, Künten, Remetschwil, Spreitenbach, Widen.
A língua oficial nesta comuna é o Alemão.